# سارا آگرژ
سارا آگرژ (انگلیسی: Sara Agrež؛ زادهٔ ۹ دسامبر ۲۰۰۰) بازیکن فوتبال اهل اسلوونی است که در حال حاضر برای باشگاه فوتبال کلن در پست مدافع بازی می‌کند. باشگاه فوتبال کلن در بوندس‌لیگای زنان، بالاترین سطح لیگ فوتبال حرفه‌ای زنان در کشور آلمان به فعالیت می‌پردازد.
از باشگاه‌هایی که سارا آگرژ در آن بازی کرده است می‌توان به باشگاه فوتبال ۱.اف‌اف‌سی توربین پوتسدام، باشگاه فوتبال زنان وولفسبورگ و باشگاه فوتبال کلن اشاره کرد.
وی همچنین در تیم ملی فوتبال بزرگسالان زنان اسلوونی بازی کرده است.

## دوران باشگاهی
سارا آگرژ فوتبال حرفه‌ای خود را از تیم باشگاه فوتبال زنان ژلاچ آغاز کرد و در نیمفصل ۲۰۱۴–۱۵ به باشگاه فوتبال زنان رودار اشکیل پیوست. در اشکیل، او در سن ۱۶ سالگی به تیم اصلی راه یافت و در ۱۲ مارس ۲۰۱۷ اولین بازی رسمی خود را در جام حذفی فوتبال زنان اسلوونی انجام داد. در این دیدار که با نتیجه ۱–۰ مقابل باشگاه فوتبال زنان آنکاران به پایان رسید، آگرژ گل پیروزی‌بخش تیمش را به ثمر رساند.
پس از یک فصل حضور در هفت بازی، سارا آگرژ به باشگاه فوتبال زنان رادوملیه منتقل شد و یک سال بعد به رقیب لیگی این تیم، باشگاه فوتبال زنان پوموریه بلتینتسی پیوست. در ۱۰ مه ۲۰۱۹، او به آلمان نقل مکان کرد و در پیشرفتی قابل توجه به باشگاه فوتبال ۱.اف‌اف‌سی توربین پوتسدام در بوندس‌لیگای زنان، بالاترین سطح لیگ فوتبال زنان در آلمان، پیوست. در سال ۲۰۲۲، آگرژ با باشگاه فوتبال زنان وولفسبورگ قرارداد امضا کرد و در همان ابتدا به ترکیب اصلی راه یافت.

## دوران ملی
آگرژ در سال ۲۰۱۵ و در سن ۱۴ سالگی به تیم ملی فوتبال زیر ۱۷ سال اسلوونی دعوت شد تا در مسابقات مقدماتی قهرمانی اروپا ۲۰۱۶ شرکت کند. او در دو بازی از سه بازی مرحله اول به میدان رفت، اما تیمش به دلیل تفاضل گل کمتر از صعود بازماند. در مسابقات مقدماتی ۲۰۱۷ نیز حضور داشت و در تمام شش بازی دو مرحله شرکت کرد.
در سال ۲۰۱۷، آگرژ به تیم ملی زیر ۱۹ سال اسلوونی دعوت شد و در ۲۵ مه همان سال اولین فراخوان خود به تیم ملی بزرگسالان را دریافت کرد. او اولین بازی خود را در مقابل تیم ملی فوتبال زنان آلبانی در ژوئن ۲۰۱۷ انجام داد و در مسابقات مقدماتی جام جهانی فوتبال زنان ۲۰۱۹ نیز به میدان رفت.

## زندگی شخصی
آگرژ در تابستان ۲۰۱۸ از دبیرستان گیمنازیای شیشکا در لیوبلیانا فارغ‌التحصیل شد. او از دوران کودکی به فوتبال علاقه داشت و با پشتکار فراوان توانست به سطح حرفه‌ای برسد. آگرژ در مصاحبه‌های مختلف بر اهمیت تحصیل در کنار فوتبال تأکید کرده است.
پیشرفت سریع آگرژ در سنین جوانی نشان‌دهنده استعداد و انضباط شخصی بالای اوست. او توانسته است در تیم‌های مختلف اروپایی تجارب ارزشمندی کسب کند و همواره به عنوان یکی از بازیکنان کلیدی تیم‌هایش مطرح بوده است. حضور او در تیم ملی اسلوونی از سنین پایه تا بزرگسالان، مسیر رشد منظم و برنامه‌ریزی‌شده‌ای را نشان می‌دهد.